# Campeonato Roraimense 2023
El Campeonato Roraimense de 2023 fue la 68.ª edición del campeonato de fútbol del estado de Roraima. El Campeonato comenzó el 12 de marzo, finalizó el 24 de mayo, y contó con la participación de 9 clubes por primera vez en su historia.
El campeón garantizó plazas en la Serie D de 2024, Copa Verde 2024 y los dos primeros colocados disputaron la Copa de Brasil 2024.

## Taça Boa Vista

### Grupo A
| Pos. | Equipo           | Pts. | PJ | G | E | P | GF | GC | Dif. | Clasificación 2023            |
| ---- | ---------------- | ---- | -- | - | - | - | -- | -- | ---- | ----------------------------- |
| 1    | GAS              | 12   | 4  | 4 | 0 | 0 | 18 | 6  | +12  | Clasificado a las semifinales |
| 2    | Náutico          | 7    | 4  | 2 | 1 | 1 | 11 | 6  | +5   | Clasificado a las semifinales |
| 3    | Baré             | 5    | 4  | 1 | 2 | 1 | 5  | 6  | −1   |                               |
| 4    | Atlético Roraima | 3    | 4  | 1 | 0 | 3 | 8  | 10 | −2   |                               |
| 5    | Rio Negro        | 1    | 4  | 0 | 1 | 3 | 1  | 15 | −14  |                               |

Actualizado a los partidos jugados el 6 de abril de 2023.
 Fuente: Globo Esporte
- La hora de cada encuentro corresponde al huso horario correspondiente al Estado de Roraima (UTC-4).

| Fecha       | Hora  | Partido          | Partido | Partido          |
| ----------- | ----- | ---------------- | ------- | ---------------- |
| 12 de marzo | 16:00 | Náutico          | 2-3     | GAS              |
| 21 de marzo | 18:30 | Rio Negro        | 0-4     | Náutico          |
| 25 de marzo | 18:00 | Baré             | 1-0     | Atlético Roraima |
| 28 de marzo | 18:30 | GAS              | 5-1     | Rio Negro        |
| 30 de marzo | 18:30 | Rio Negro        | 0-0     | Baré             |
| 1 de abril  | 16:00 | Atlético Roraima | 6-0     | Rio Negro        |
| 1 de abril  | 18:00 | Baré             | 2-2     | Náutico          |
| 4 de abril  | 18:30 | Náutico          | 3-1     | Atlético Roraima |
| 4 de abril  | 20:30 | GAS              | 4-2     | Baré             |
| 6 de abril  | 18:30 | Atlético Roraima | 1-6     | GAS              |

### Grupo B
| Pos. | Equipo       | Pts. | PJ | G | E | P | GF | GC | Dif. | Clasificación 2023            |
| ---- | ------------ | ---- | -- | - | - | - | -- | -- | ---- | ----------------------------- |
| 1    | São Raimundo | 7    | 3  | 2 | 1 | 0 | 10 | 1  | +9   | Clasificado a las semifinales |
| 2    | Real         | 7    | 3  | 2 | 1 | 0 | 4  | 1  | +3   | Clasificado a las semifinales |
| 3    | River        | 3    | 3  | 1 | 0 | 2 | 5  | 8  | −3   |                               |
| 4    | Progresso    | 0    | 3  | 0 | 0 | 3 | 1  | 10 | −9   |                               |

Actualizado a los partidos jugados el 6 de abril de 2023.
 Fuente: Globo Esporte
- La hora de cada encuentro corresponde al huso horario correspondiente al Estado de Roraima (UTC-4).

| Fecha       | Hora  | Partido      | Partido | Partido      |
| ----------- | ----- | ------------ | ------- | ------------ |
| 12 de marzo | 18:00 | River        | 1-4     | São Raimundo |
| 21 de marzo | 20:30 | Real         | 1-0     | Progresso    |
| 25 de marzo | 16:00 | River        | 1-3     | Real         |
| 28 de marzo | 20:30 | Progresso    | 0-6     | São Raimundo |
| 30 de marzo | 20:30 | Progresso    | 1-3     | River        |
| 6 de abril  | 20:30 | São Raimundo | 0-0     | Real         |

### Semifinales
| Fecha      | Hora  | Partido      | Partido | Partido |
| ---------- | ----- | ------------ | ------- | ------- |
| 8 de abril | 16:00 | GAS          | 3-2     | Real    |
| 8 de abril | 18:00 | São Raimundo | 1-0     | Náutico |

### Final
| Fecha       | Hora  | Partido | Partido | Partido      |
| ----------- | ----- | ------- | ------- | ------------ |
| 11 de abril | 19:30 | GAS     | 0-2     | São Raimundo |

### Campeón
| Taça Boa Vista 2023                |
| ---------------------------------- |
| São Raimundo Campeón (10.º título) |

## Taça Roraima

### Grupo A
| Pos. | Equipo           | Pts. | PJ | G | E | P | GF | GC | Dif. | Clasificación 2023            |
| ---- | ---------------- | ---- | -- | - | - | - | -- | -- | ---- | ----------------------------- |
| 1    | GAS              | 7    | 4  | 2 | 1 | 1 | 6  | 3  | +3   | Clasificado a las semifinales |
| 2    | Atlético Roraima | 7    | 4  | 2 | 1 | 1 | 4  | 4  | 0    | Clasificado a las semifinales |
| 3    | Náutico          | 7    | 4  | 2 | 1 | 1 | 14 | 12 | +2   |                               |
| 4    | Rio Negro        | 4    | 4  | 1 | 1 | 2 | 6  | 12 | −6   |                               |
| 5    | Baré             | 3    | 4  | 1 | 0 | 3 | 4  | 9  | −5   |                               |

Actualizado a los partidos jugados el 14 de mayo de 2023.
 Fuente: Globo Esporte

### Grupo B
| Pos. | Equipo       | Pts. | PJ | G | E | P | GF | GC | Dif. | Clasificación 2023            |
| ---- | ------------ | ---- | -- | - | - | - | -- | -- | ---- | ----------------------------- |
| 1    | São Raimundo | 13   | 5  | 4 | 1 | 0 | 13 | 0  | +13  | Clasificado a las semifinales |
| 2    | Real         | 11   | 5  | 3 | 2 | 0 | 14 | 5  | +9   | Clasificado a las semifinales |
| 3    | River        | 3    | 5  | 1 | 0 | 4 | 5  | 13 | −8   |                               |
| 4    | Progresso    | 1    | 5  | 0 | 1 | 4 | 8  | 16 | −8   |                               |

Actualizado a los partidos jugados el 14 de mayo de 2023.
 Fuente: Globo Esporte

### Fixture
- La hora de cada encuentro corresponde al huso horario correspondiente al Estado de Roraima (UTC-4).

| Fecha       | Hora  | Partido          | Partido | Partido          |
| ----------- | ----- | ---------------- | ------- | ---------------- |
| 15 de abril | 16:00 | Baré             | 1-0     | Progresso        |
| 18 de abril | 18:30 | Rio Negro        | 0-4     | Real             |
| 18 de abril | 20:30 | São Raimundo     | 4-0     | Náutico          |
| 22 de abril | 16:00 | GAS              | 2-0     | Ríver            |
| 22 de abril | 18:00 | Baré             | 0-3     | São Raimundo     |
| 25 de abril | 18:30 | São Raimundo     | 3-0     | Rio Negro        |
| 25 de abril | 20:30 | Real             | 3-0     | Atlético Roraima |
| 28 de abril | 16:00 | Atlético Roraima | 0-0     | São Raimundo     |
| 29 de abril | 15:00 | Náutico          | 5-3     | Progresso        |
| 29 de abril | 17:00 | Real             | 0-0     | GAS              |
| 2 de mayo   | 18:30 | River            | 3-2     | Baré             |
| 2 de mayo   | 20:30 | Progresso        | 1-2     | Atlético Roraima |
| 3 de mayo   | 16:30 | São Raimundo     | 3-0     | GAS              |
| 6 de mayo   | 16:00 | Náutico          | 4-4     | Real             |
| 6 de mayo   | 18:00 | Rio Negro        | 2-1     | River            |
| 9 de mayo   | 15:00 | Real             | 3-1     | Baré             |
| 9 de mayo   | 17:00 | Atlético Roraima | 2-0     | River            |
| 10 de mayo  | 16:00 | GAS              | 4-0     | Progresso        |
| 13 de mayo  | 19:30 | Progresso        | 4-4     | Rio Negro        |
| 14 de mayo  | 16:00 | River            | 1-5     | Náutico          |

### Semifinales
| Fecha      | Hora  | Partido      | Partido        | Partido          |
| ---------- | ----- | ------------ | -------------- | ---------------- |
| 17 de mayo | 18:30 | GAS          | 2-2 (pen. 1-4) | Real             |
| 17 de mayo | 20:30 | São Raimundo | 4-2            | Atlético Roraima |

### Final
| Fecha      | Hora  | Partido | Partido        | Partido      |
| ---------- | ----- | ------- | -------------- | ------------ |
| 24 de mayo | 19:30 | Real    | 2-2 (pen. 2-4) | São Raimundo |

### Campeón
| Taça Roraima 2023                 |
| --------------------------------- |
| São Raimundo Campeón (?.º título) |

## Final del campeonato
- No fue necesario ya que el São Raimundo conquistó las dos rondas del campeonato.

| Campeón Campeonato Roraimense 2023     |
| -------------------------------------- |
| Boa Vista                              |
| São Raimundo (14º título - 8º consec.) |

## Goleadores
- Actualizado el 24 de mayo de 2023.

| Jugador          | Club         | Goles |
| ---------------- | ------------ | ----- |
| Blaise Tsague    | Real         | 10    |
| Robemar          | GAS          | 8     |
| Kiki             | Náutico      | 5     |
| Guilherme Capota | Náutico      | 5     |
| Juninho          | São Raimundo | 5     |
| Matheus Henrique | GAS          | 5     |

## Clasificación general
| Pos. | Equipo           | Pts. | PJ | G | E | P | GF | GC | Dif. | Clasificación 2023                                                            |
| ---- | ---------------- | ---- | -- | - | - | - | -- | -- | ---- | ----------------------------------------------------------------------------- |
| 1    | São Raimundo     | 30   | 12 | 9 | 3 | 0 | 32 | 5  | +27  | Campeón, Clasificado a la Serie D 2024, Copa de Brasil 2024 y Copa Verde 2024 |
| 2    | GAS              | 23   | 11 | 7 | 2 | 2 | 29 | 15 | +14  | Subcampeón, Clasificado a la Copa de Brasil 2024.                             |
| 3    | Real             | 20   | 11 | 5 | 5 | 1 | 24 | 13 | +11  |                                                                               |
| 4    | Náutico          | 14   | 9  | 4 | 2 | 3 | 25 | 19 | +6   |                                                                               |
| 5    | Atlético Roraima | 10   | 9  | 3 | 1 | 5 | 14 | 18 | −4   |                                                                               |
| 6    | Baré             | 8    | 8  | 2 | 2 | 4 | 9  | 15 | −6   |                                                                               |
| 7    | River            | 6    | 8  | 2 | 0 | 6 | 10 | 21 | −11  |                                                                               |
| 8    | Rio Negro        | 5    | 8  | 1 | 2 | 5 | 7  | 27 | −20  |                                                                               |
| 9    | Progresso        | 1    | 8  | 0 | 1 | 7 | 9  | 26 | −17  |                                                                               |

Actualizado a los partidos jugados el 24 de mayo de 2023.
 Fuente: Globo Esporte